# Xu Jun
Xu Jun (Chinees: 徐俊) (Suzhou, 17 september 1962) is een Chinese schaker met een FIDE-rating van 2574 in 2007. Hij is sinds 1994 een grootmeester (GM).
Xu Jun werd geboren in Suzhou, Jiangsu.
In 1983 en 1985 was Xu schaakkampioen van China.
In 1987 won hij zonetoernooi 3.3, in 1998 won hij het China Open.
In 2000 was hij schaakkampioen van Azië. In 2001 werd in Calcutta India het Aziatisch kampioenschap schaken gespeeld dat door hem met 8.5 uit 11 gewonnen werd.
Hij was de coach van Ruan Lufei.
In 2012 ontving hij de titel FIDE Senior Trainer.

## Schaakteams
Hij was lid van het Chinese team op Schaakolympiades. In 2002 was hij lid van het Chinese team dat deelnam aan de 35e Schaakolympiade en eindigde als vijfde.
Vijf keer won hij het Aziatisch schaakkampioenschap voor teams (1983–2003).

## China Chess League
Xu Jun speelt voor de Jiangsu-schaakvereniging in de China Chess League (CCL).